# Howick, Africa de Sud
Howick este un oraș din provincia Kwazulu-Natal, Africa de Sud.